# Aniceto do Império
Aniceto de Menezes e Silva Júnior, o Aniceto do Império (Rio de Janeiro, 11 de março de 1912 — Rio de Janeiro, 19 de julho de 1993) foi um dos fundadores da escola de samba Império Serrano.
Sua data de nascimento oficial é 22 de março, devido à demora de seus pais, o estofador e lustrador Aniceto de Menezes e Silva e a dona-de-casa Chrispiniana Braga de Menezes da Silva (solteiro Francisca Braga ), em registrá-lo.

## Biografia
Aniceto de Menezes e Silva Júnior nasceu no bairro do Estácio, próximo à região central do Rio de Janeiro. Devido à sua facilidade de expressão, seus professores consideravam que ele prejudicava as aulas, por meio de intervenções tidas como acima da média das de seus colegas. Deixou os estudos em 1926, antes de completar o primário.
Aniceto dividia sua vida entre o samba e o Cais do Porto, onde era estivador e o líder do Sindicato dos Arrumadores. O Cais do Porto era uma área de malandragem, onde vários sambistas trabalhavam, por serem de origem negra ou pobre, sendo esta a única área do mercado de trabalho na qual a predominância negra se fazia visível após a abolição da escravatura. Aniceto se reunia com os outros sambistas, depois do horário do trabalho, para cantar sambas batucadas ou duros, sempre terminando num gostoso partido alto, com o destaque do próprio, que mandava seus versos de improviso, que eram admirados por todos os presentes). Em 1947, ajudou a fundar o Grêmio Recreativo Escola de Samba Império Serrano, ao lado de outros sambistas ilustres como Mano Décio da Viola e Silas de Oliveira. Na agremiação, ocupava o cargo de orador oficial da Escola.
No mercado fonográfico, sob o nome artístico Aniceto do Império, gravou dois discos de estúdio: "Partido Alto de Aniceto & Campolino", de 1977; e "Partido Nota 10", de 1984. Participou também de "Olha o Partido Aí", disco ao vivo de 1968 gravado em homenagem aos 40 anos da Estação Primeira de Mangueira, onde também cantam outros sambistas ilustres como Xangô da Mangueira, Padeirinho, Jorge Zagaia e Jorginho Pessanha.
Aniceto foi objeto do curta-metragem "Aniceto do Império: Dia de Alforria...?", realizado em 1981 pelo cineasta Zózimo Bulbul, no qual depõe sobre sua vida e trajetória, tanto no sindicato quanto no samba. Pouco antes de seu falecimento, foi entrevistado para o documentário "O Fio da Memória", do cineasta Eduardo Coutinho. Tratava-se da sua última performance: quando lhe perguntaram sobre o seu estilo de samba baseado em improviso (a modalidade conhecida por Partido Alto), começou a compor versos em ritmo de entrevista, encabulando seu entrevistador, que preferiu mudar de assunto. Foi-lhe indagado sobre sua doença, a diabetes, e Aniceto declarou que não se lamentava, dando até graças a Deus por isso. Como justificativa, finalizou dizendo: "Ele (Deus) sabe o que faz e eu não sei o que quero".
Diabético e cego, faleceu em 1993.